# Конгресо де Тукуман (станция метро)
«Конгресо де Тукуман» (исп. Congreso de Tucumán) — северо-западная конечная станция Линии D метрополитена Буэнос-Айреса.
Станция находится в районе Бельграно, на пересечении улиц Авенида Кабильдо и Авенида Конгрессо. Станция была открыта 27 апреля 2000 года в присутствии тогдашних президента Аргентины Фернандо де ла Руа и главы городского правительства Энрике Оливеры. Стоимость её строительства была оценена в 14 миллионов песо, проект станции был произведён аргентинской архитектурной компанией «Antonini-Schon-Zemborain». Название станции и одноимённой улицы происходит от проходившего 9 июля 1816 года Конгресса в Тукумане, на котором была провозглашена независимость Соединённых провинций Южной Америки.
Станцию украшают 16 бюстов, в том числе Хорхе Луиса Борхеса и Карлоса Гарделя, а также витрины с экспонатами, предоставленными различными музеями Буэнос-Айреса.